# Piaggio
Piaggio & C. SpA (Piaggio pronunție în italiană [ˈpjaddʒo]) este un producător italian de autovehicule, care produce o serie de autovehicule pe două roți și vehicule comerciale compacte sub șapte mărci: Piaggio, Vespa, Gilera, Aprilia, Moto Guzzi, Derbi și Scarabeo. Sediul său corporativ se află în Pontedera, Italia. Compania a fost fondată de Rinaldo Piaggio în 1884, producând inițial locomotive și vagoane feroviare.
Filialele companiei Piaggio au un număr de 7.053 de angajați și au produs un total de 519.700 de vehicule în 2014. Producătorul are șase centre de cercetare-dezvoltare și operează în peste 50 de țări.

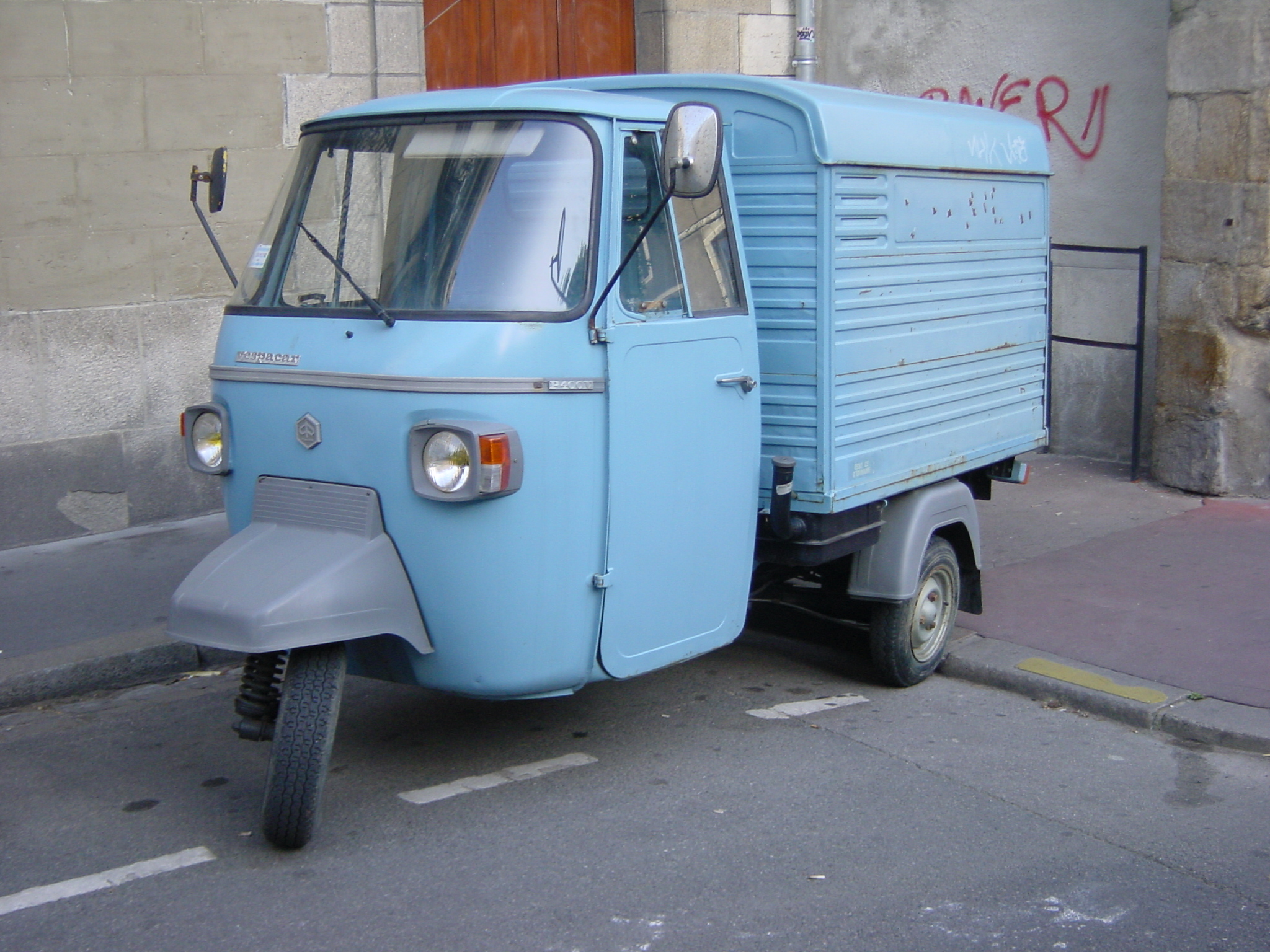
Piaggio Ape
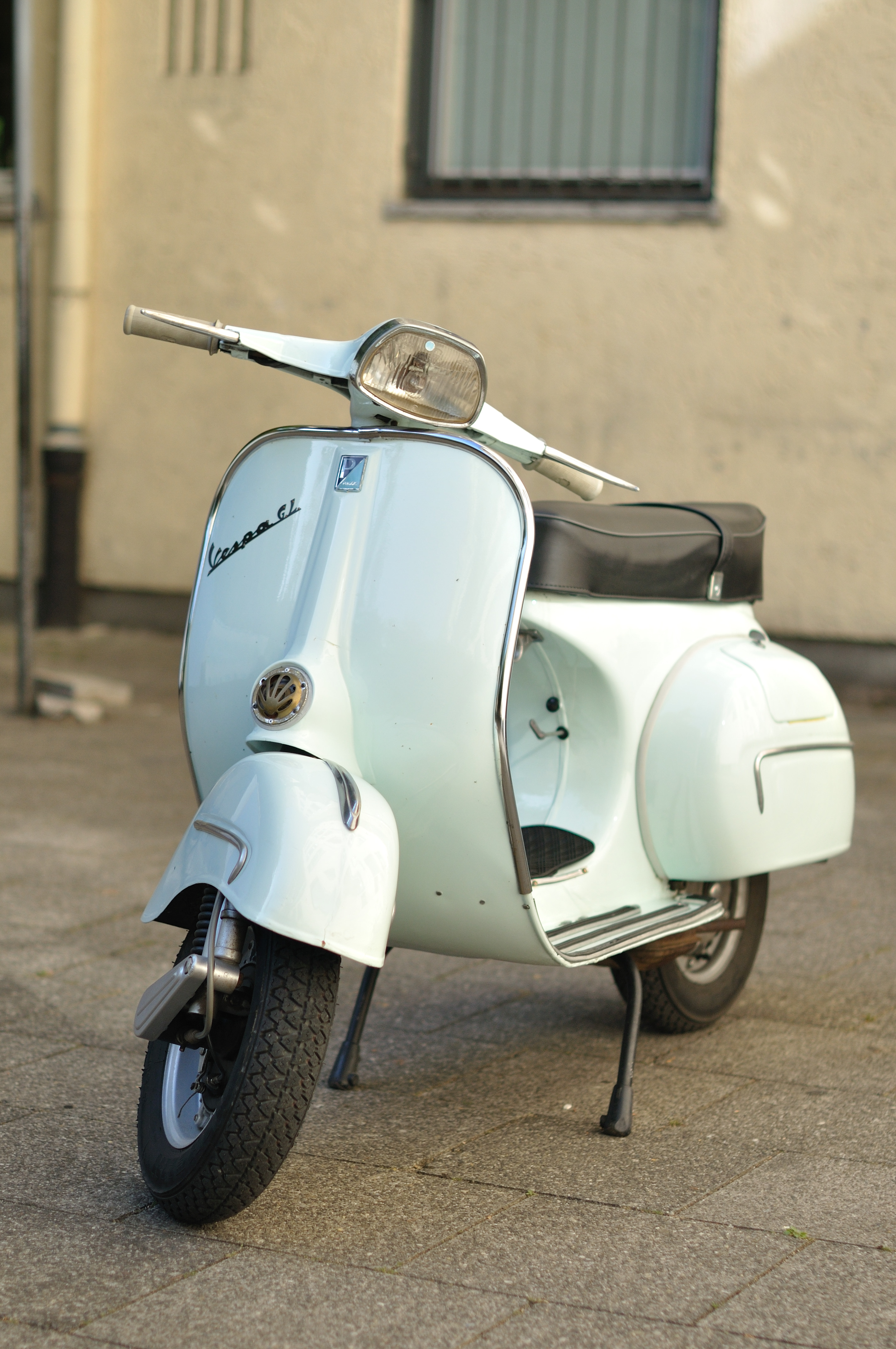
Vespa
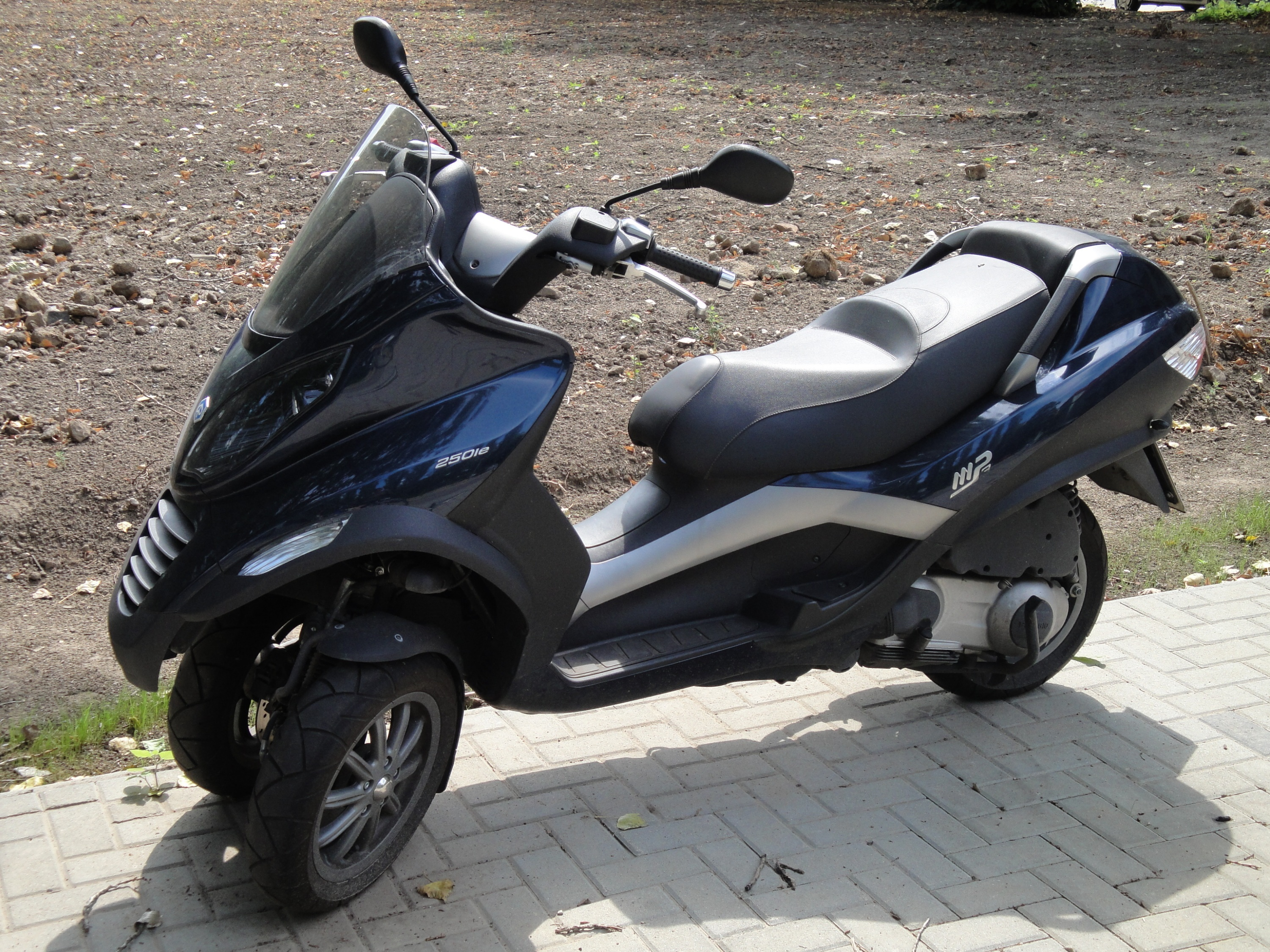
Piaggio MP3
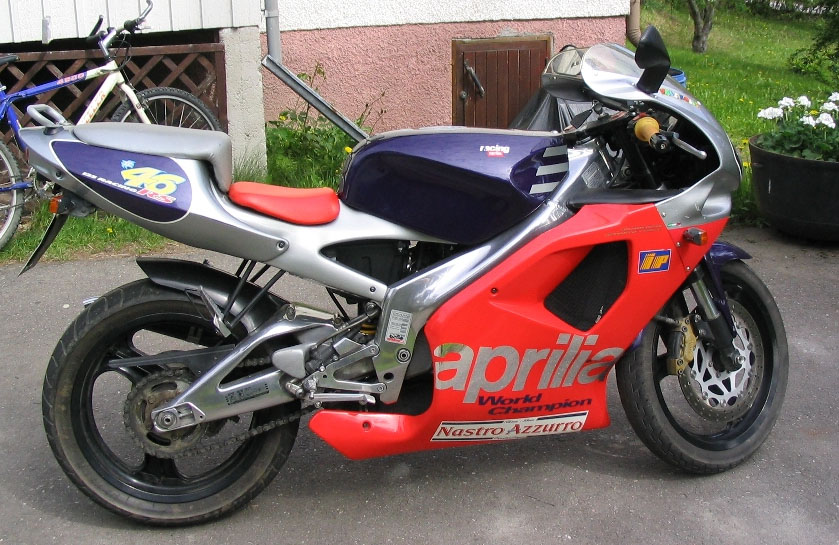
Aprilia RS 125

## Legături externe
Materiale media legate de Piaggio la Wikimedia Commons
- Site web oficial
- Piaggio Commercial Vehicles
- Piaggio Museum - Museo Piaggio